# Poncho Sanchez
Poncho Sanchez (Laredo (Texas), 30 oktober 1951) is een Amerikaans muzikant van Mexicaanse afkomst. Hij is actief in de latin jazz als zanger, orkestleider en congaspeler. In 2000 wonnen hij en zijn ensemble de Grammy Award voor «Best Latin Jazz Album» voor hun werk aan het Concord Picante-album Latin Soul. Sanchez trad op met artiesten als Cal Tjader, Mongo Santamaria, Hugh Masekela, Clare Fischer en Tower of Power. Hij telt als een van de belangrijkste percussionisten van de Verenigde Staten en heeft tientallen lp- en cd-albums uitgebracht.

## Biografie
Poncho Sanchez, de jongste van elf kinderen, werd geboren in Laredo, Texas en groeide op in Norwalk (Californië), terwijl hij naar het Cerritos College ging. Toen hij opgroeide, werd hij blootgesteld aan en beïnvloed door twee verschillende muziekstijlen: Afro-Cubaanse muziek (mambo, son, cha-cha, rumba, guaracha en Changui) van Tito Puente en anderen en bop, waaronder de werken van Dizzy Gillespie en Charlie Parker.
Van oorsprong gitarist, ontdekte hij zijn zangtalent tijdens een auditie voor de r&b-band The Halos, die aan de overkant van zijn woning repeteerde. Sanchez werd de leadzanger van The Halos en leerde zichzelf als autodidact de fluit, de drums en de timbales spelen,voordat hij uiteindelijk op de middelbare school besloot om vooral conga-drummen te gaan beoefenen.
In 1975 nodigde Sanchez' idool, vibrafonist Cal Tjader, hem uit voor een optreden met zijn band. Toen hij het talent van de jongeman zag, huurde Tjader Sanchez voor een week in, voordat hij hem officieel tot volwaardig lid van het ensemble maakte. Sanchez speelde een aantal jaren een cruciale rol als conguero tot de dood van Tjader in 1982.
Voordat hij overleed, stelde Tjader voor dat oprichter Carl Jefferson van Concord Records Sanchez en zijn binnenkort te vormen band onder het Concord Picante-label zou tekenen. De wensen van Tjader werden gehonoreerd en de eerste twee platen werden gecomponeerd en gearrangeerd door Clare Fischer, een oud-medewerker van Tjader. Sanchez produceerde 19 albums voor het label en won uiteindelijk een Grammy voor zijn werk.
AllMusic beschreef Sanchez als een van de meest invloedrijke percussionisten in de jazz. Zijn cd Do It! uit 2005 bevat de funkband Tower of Power op twee sporen, evenals de Zuid-Afrikaanse trompettist Hugh Masekela.
Sanchez werkt regelmatig samen met bandleider José Rizo. Hij speelde conga op het Grammy-genomineerde album Mongorama, geproduceerd door Rizo.
Sanchez werd genoemd op de single Tangerine van Ilya Serov, uitgebracht op 9 januari 2018.
Hij heeft in totaal 19 albums uitgebracht bij Concord Records. Zijn ensemble won bij de Grammy Awards 2000 de prijs «Best Latin Jazz Album» voor Latin Soul (verschenen bij Concord Picante).

## Discografie
- 1982: Sonando
- 1982: Baila Mi Gente: Salsa!
- 1983: Bien Sabroso
- 1985: El Conguero
- 1986: Papa Gato
- 1987: Fuerte
- 1988: La Familia
- 1989: Chile Con Soul
- 1990: A Night At Kimball's East
- 1990: Bailar
- 1990: Cambios
- 1992: El Mejor
- 1993: Para Todos
- 1995: Soul Sauce
- 1995: Conga Blue
- 1997: Freedom Sound
- 1998: Afro-Cuban Fantasy
- 1999: Latin Soul
- 2000: Poncho Sanchez – The Concord Jazz Heritage Series
- 2000: Soul of the Conga
- 2001: Latin Spirits
- 2002: Ultimate Latin Dance Party
- 2004: Instant Party: Poncho Sanchez
- 2004: Poncho at Montreux
- 2004: Out of Sight
- 2005: Do It!
- 2007: Raise Your Hand
- 2009: Psychedelic Blues
- 2011: Chano Y Dizzy!
- 2012: Live in Hollywood

- Bibsys: 2023564
- Bibliothèque nationale de France: cb139316370 (data)
- Gemeinsame Normdatei: 134506480
- International Standard Name Identifier: 0000 0001 1477 1584
- Library of Congress Control Number: n91111504
- MusicBrainz: 62da2ead-f055-4ad0-b939-3274bb2c54b2
- Nationale Bibliotheek van Tsjechië: xx0096440
- Nationale Bibliotheek van Israël: 987007407862605171
- Nederlandse Thesaurus van Auteursnamen: 074840134
- SNAC: w6mb2mp1
- Virtual International Authority File: 88583859
- WorldCat: E39PBJyRvyjprQvyHmcdkh8DMP